# Austin Film Critics Association Awards 2006
2. ročník předávání cen asociace Austin Film Critics Association se konal v roce 2. ledna 2007.

## Nejlepších deset filmů
1. Let číslo 93
2. Skrytá identita
3. Faunův labyrint
4. Zmizení
5. Potomci lidí
6. Borat: Nakoukání do amerycké kultůry na obědnávku slavnoj kazašskoj národu
7. Královna
8. Jako malé děti
9. Dokonalý trik
10. Fontána

## Vítězové
- Nejlepší režisér: Alfonso Cuarón – Potomci lidí
- Nejlepší původní scénář: Guillermo del Toro – Faunův labyrint
- Nejlepší adaptovaný scénář: Alfonso Cuarón, Timothy J. Sexton, David Arata, Mark Fergus a Hawk Ostby – Potomci lidí
- Nejlepší herec v hlavní roli: Leonardo DiCaprio – Skrytá identita
- Nejlepší herečka v hlavní roli: Ellen Page – V pasti
- Nejlepší herec ve vedlejší roli: Jack Nicholson – Skrytá identita
- Nejlepší herečka ve vedlejší roli: Rinko Kikuchi – Babel
- Nejlepší animovaný film: Auta
- Nejlepší cizojazyčný film: Faunův labyrint (Mexiko/Španělsko/USA)
- Nejlepší dokument: This Film Is Not Yet Rated
- Nejlepší kamera: Emmanuel Lubezki – Potomci lidí
- Nejlepší první film: Rian Johnson – Zmizení
- Objev roku: Jennifer Hudson – Dreamgirls
- Austin Film Award: Richard Linklater – Temný obraz